# Louise Pitre
Louise Pitre (Smooth Rock Falls, 1 de enero de 1957) es una actriz canadiense de teatro musical. Actúa en Broadway y en Canadá. Es conocida sobre todo por su papel de Donna Sheridan en el musical Mamma Mia!, de ABBA, que le valió una nominación a los premios Tony 2002.

## Biografía
Pitre nació en Smooth Rock Falls, Ontario ; su familia se mudó a Montreal y luego a Welland durante su infancia. Su lengua materna es el francés. A los siete años comenzó a tocar el piano y acabó recibiendo clases profesionales. Estudió en la Universidad de Ontario Occidental y se licenció en Educación Musical, pero tras actuar en un musical universitario, empezó a combinar la música con la interpretación sobre el escenario.

## Trayectoria
Pitre se trasladó a Toronto para dedicarse al teatro musical. Su interpretación de Fantine en la adaptación musical de Los Miserables le valió elogios en Toronto, Montreal y París. En 1992 interpretó a la cantante francesa Edith Piaf en tres producciones de Piaf.
Otros musicales en los que ha participado son Jacques Brel is Alive and Well and Living in Paris, I Love You, You're Perfect, Now Change, The World Goes 'Round, Blood Brothers, Tartuffe, Who's Afraid of Virginia Woolf?, The Roar of the Greasepaint - The Smell of the Crowd, Applause y Rock 'n' Roll.
Pitre hizo una audición en Nueva York para el musical Napoleón que se estaba produciendo en Londres, pero fue rechazado para el papel de Josephine. La directora, Francesca Zambello, le dijo que era perfecta para un espectáculo que también estaba presentando en Toronto y titulado "Mamma Mia!" Pitre se presentó a la audición para el papel de Donna Sheridan. Aunque al principio dudó sobre el papel, aceptó después de ver el espectáculo. Interpretó el papel en Toronto y en su gira nacional por Estados Unidos, y al cabo de 18 meses, le pidieron que interpretara el papel en Broadway.
Las críticas fueron positivas; La revista Variety, aunque poco entusiasta con el musical, la calificó de "estupenda Donna, The New York Times calificó su actuación como "encantadora" y elogió su "excelente voz de cantante pop", y el San Francisco Chronicle la elogió por hacer de la obra "un éxito espectacular". Por su actuación, fue nominada al premio Tony a la mejor interpretación de una actriz principal en un musical, y ganó el National Broadway Touring Award y un premio del Círculo de Críticos de Teatro de San Francisco. Pitre dejó el espectáculo en octubre de 2003.
Pitre interpretó el papel de la Sra. Lovett en Sweeney Todd con la Ópera de Calgary en 2003. y como Annie en Annie Get Your Gun en 2005.
Pitre ha publicado varios CD, entre ellos All My Life Has Led To This, con canciones en inglés y francés, Shattered, La vie en rouge (todos en francés) y Songs My Mother Taught Me. También se la puede escuchar en las grabaciones del reparto de Could You Wait?, espectáculo que coescribió con W.J. Matheson y Diane Leah, Kristina en el papel de Ulrika y Les Miserables (papel de Fantine) en la grabación del reparto de París.
Interpretó a la alcaldesa Babs Belgoody y Ma Ferd en la producción de Toronto de The Toxic Avenger en el Danforth Music Hall desde octubre de 2009 hasta enero de 2010 con Dancap Productions. En el verano de 2010 actuó en Love, Loss and What I Wore y terminó el año con críticas positivas por su interpretación de Toad en A Year With Frog and Toad en el Lorraine Kimsa Theatre for Young People . Obtuvo su sexta nominación al premio Dora Mavor Moore por esta actuación y el premio inaugural de la crítica teatral de Toronto a la mejor actriz de musical.
Pitre es artista fundadora de Theatre 20, una compañía de teatro musical de Toronto formada por artistas en 2009 y encabezó su primer proyecto, un taller de la primera traducción al inglés del musical francés Les Belles Soeurs. También actuó en la serie de conciertos de 2011 de Theatre 20 en el Panasonic Theatre.
El 1 de junio de 2011, realizó un concierto en solitario, de producción propia, de una sola noche y con todas las entradas agotadas, La Vie en Rouge, en el Teatro Jane Mallett del St. Lawrence Center for the Arts . El álbum francés, del mismo nombre, fue grabado en directo, desde la pista, en Number 9 Audio Group de Toronto y lanzado junto con el concierto. Este acontecimiento teatral fue documentado en video y algunos momentos destacados se comparten en el canal de YouTube de Louise Pitre.
En julio de 2011, la revista Toronto Life incluyó "el renacimiento del teatro musical de Louise Pitre" en el número 12 de su artículo "50 razones para amar Toronto".
En 2011 fue la presentadora de Star Portraits en Bravo! y ofreció conciertos en solitario por toda Norteamérica.
Pitre escribió y actuó en un espectáculo sobre su vida, On the Rocks, en 2013. Durante las restricciones pandémicas de COVID-19, Louise buscó la oportunidad de transmitir una versión filmada de On the Rocks en mayo de 2021 a través de Stream Stage Productions. En 2014 actuó una vez más con Theatre 20, en el musical Company; El programa recibió una crítica desfavorable del Toronto Star, aunque la actuación de Pitre fue elogiada. 
En 2016, Pitre actuó en London, Ontario con Brendan Wall y Emm Gryner en la producción de The Grand Theatre de Joni Mitchell: River. Ese mismo año, actuó con Kenneth Welsh en el espectáculo A Coal Mine Christmas en el Coal Mine Theatre de Toronto.
En 2023 y principios de 2024, interpretó a Marya Dmitriyevna en el estreno canadiense de Natasha, Pierre & The Great Comet of 1812.
Otras actuaciones en teatro musical incluyen el papel de Pitre nominada a los META (Montreal English Theatre Awards) de Edith Piaf en el estreno norteamericano de 2018 de The Angel & The Sparrow presentado en el Segal Centre for Performing Arts de Montreal bajo la dirección de Gordon Greenberg. En la primavera de 2019, interpretó a la adulta Marie van Goethem en Marie, Dancing Still; música de Stephen Flaherty y libro y letras de Lynn Ahrens. Esta producción de estreno, dirigida y coreografiada por Susan Stroman fue presentada por el 5th Avenue Theatre de Seattle, Washington. También en la primavera de 2019, Louise Pitre rompió las fronteras de género al interpretar el papel de Doctor Madden (Doctor Fine) en la producción de Toronto, Off-Mirvish de The Musical Stage Company de Next to Normal en el .CAA Theatre.En otoño de 2019, The Angel & The Sparrow fue llevada a Toronto por Mirvish Productions de nuevo bajo la dirección de Gordon Greenberg y la retituló Piaf/Dietrich, A Legendary Affair en la que Louise volvió a interpretar su papel de Edith Piaf frente a Jayne Lewis como Marlene Dietrich.

## Premios y nominaciones de teatro
| Año | Premio                                              | Categoría                                                             | Título                    | Papel                       | Resultado |
| --- | --------------------------------------------------- | --------------------------------------------------------------------- | ------------------------- | --------------------------- | --------- |
| 2020 | Dora Mavor Moore Award                              | Outstanding Performance in a Leading Role - Musical Theatre Division  | Piaf/Dietrich             | Edith Piaf                  |           |
| 2019 | Dora Mavor Moore Award                              | Outstanding Performance in a Featured Role - Musical Theatre Division | Next To Normal            | Doctor Madden (Doctor Fine) |           |
| 2018 | METAs (Montreal English Theatre Awards)             | Outstanding Lead Performance by an Actress                            | The Angel & The Sparrow   | Edith Piaf                  |           |
| 2016 | Critter Award (Calgary Theatre Critics’ Awards)     | Best Supporting Actress in a Musical                                  | The Little Prince         | Snake                       |           |
| 2014 | Jeff Award                                          | Best Actress in a Principal Role in a Musical                         | Gypsy                     | Mama Rose                   |           |
| 2011 | Toronto Critics Circle Award                        | Best Actress in a Musical                                             | A Year With Frog and Toad | Toad                        |           |
| 2011 | Dora Mavor Moore Award                              | Best Actress in a Musical                                             | A Year With Frog and Toad | Toad                        |           |
| 2010 | Dora Mavor Moore Award                              | Best Actress in a Musical                                             | The Toxic Avenger         | Mayor                       |           |
| 2006 | Dora Mavor Moore Award                              | Best Actress in a Musical                                             | Song &amp; Dance          | Lead                        |           |
| 2004 | Barrymore Award                                     | Outstanding Supporting Actress in a Musical                           | The Great Ostrovsky       | Rose                        |           |
| 2004 | Betty Mitchell Award                                | Best Actress in a Musical                                             | Sweeney Todd              | Mrs. Lovett                 |           |
| 2002 | Tony Award                                          | Best Performance by an Actress in a Leading Role in a Musical         | Mamma Mia!                | Donna                       |           |
| 2002 | Theatre World Award                                 | Best Actress in a Musical for Debut Performance on Broadway           | Mamma Mia!                | Donna                       |           |
| 2002 | Outer Critics Circle Award                          | Outstanding Actress in a Musical                                      | Mamma Mia!                | Donna                       |           |
| 2002 | Drama Desk Award                                    | Outstanding Actress in a Musical                                      | Mamma Mia!                | Donna                       |           |
| 2001 | Dora Mavor Moore Award                              | Best Actress in a Musical                                             | Mamma Mia!                | Donna                       |           |
| 2001 | San Francisco Critics Award/National Broadway Award | Best Actress in a Musical                                             | Mamma Mia!                | Donna                       |           |
| 1994 | Dora Mavor Moore Award                              | Best Actress in a Musical                                             | Piaf                      | Piaf                        |           |
| 1989 | Dora Mavor Moore Award                              | Best Actress in a Musical                                             | Blood Brothers            | Mrs. Johnstone              |           |
| (Sources: Dora Awards, Jeff Awards, Broadway World, Tony Awards, Outer Critics Circle Awards, Barrymore Awards, Theatre World Awards, METAs Louise Pitre website) |                                                     |                                                                       |                           |                             |           |

## Discografía

### Álbumes en solitario
| Año                                                    | Título                            |
| ------------------------------------------------------ | --------------------------------- |
| 2011                                                   | La vida roja                      |
| 2004                                                   | Roto                              |
| 1998                                                   | Toda mi vida me ha llevado a esto |
| 1995                                                   | Canciones que me enseñó mi madre  |
| (Sources: Apple Music, AllMusic, Louise Pitre website) |                                   |

### Musicales; créditos de grabación del elenco
| Año                                                    | Título / papel                        |
| ------------------------------------------------------ | ------------------------------------- |
| 2013                                                   | En las rocas / Yo mismo               |
| 2012                                                   | Mame / Mamá Dennis                    |
| 2009                                                   | Kristina en el Carnegie Hall / Ulrika |
| 2006                                                   | ¿Podrías esperar? / María             |
| 1991                                                   | Los Miserables / Fantine              |
| (Sources: Apple Music, AllMusic, Louise Pitre website) |                                       |